# Escola Estadual Coronel Paulino Carlos
A Escola Estadual Coronel Paulino Carlos está localizada à Rua Dona Alexandrina, n° 1087, na cidade de São Carlos (São Paulo). Faz parte do conjunto de 126 escolas públicas construídas pelo Governo do Estado de São Paulo durante a Primeira República. É tombado em nível municipal (FPMSC) e estadual (CONDEPHAAT).

## Histórico
A construção do prédio foi iniciada em 2 de dezembro de 1901, em terreno cedido pela Câmara Municipal, quando sua pedra fundamental foi assentada em homenagem solene que contou com a presença de várias autoridades locais. O projeto segue o projeto-padrão chamado "1901 - 10 Classes - Avaré", do belga José Van Humbeeck. A obra foi supervisionada em seu primeiro ano pelo engenheiro e escritor Euclides da Cunha e dirigida pelo mestre Seraphim Corso. "Edificação escolar, eclética, no alinhamento da calçada, com platibanda, sobre porão".
O Grupo Escolar foi criado pelo Decreto de 30 de novembro de 1904 e, no mesmo ano, o professor Annibal Francisco Caldas foi nomeado seu diretor.  Seu nome foi dado em homenagem ao então deputado federal e chefe político local coronel Paulino Carlos de Arruda Botelho.
| “ | (...) A escolha do nome do Coronel como patrono da escola foi motivada principalmente por seu envolvimento nos debates sobre a unificação do ensino público. Como constituinte da República e deputado federal, Paulino Carlos participou da promulgação da Lei 169 (7 de agosto de 1893) que instituiu a reunião das escolas públicas. | ” |
|   | |   |

Inaugurado em 1º de abril de 1905, foi o primeiro Grupo Escolar da cidade e comportava 346 alunos e 7 professores. Em 1910, o número de alunos cresceu para 825; o que foi possibilitado pela disponibilização de aulas em dois períodos. Em 2005, eram 750 alunos e 30 professores, ainda funcionando em dois períodos.

## Arquitetura
A edificação localiza-se na Poligonal Histórica, no trecho B, na quadra 29, com fachada principal localizada a Leste. Encontra-se em bom Estado de Conservação e modificada (Condição de Preservação). "Conserva a volumetria, os ornamentos. Suas janelas originais, de madeira, foram substituídas por caixilhos metálicos envidraçados." Construída em 1903, em estilo Eclético, para uso Educacional e Atividade Escolar.
O Ecletismo chegou à cidade de São Carlos por conta da riqueza advinda do período cafeeiro e pela construção da ferrovia, a partir de 1884. Foi um período de expansão urbana do município. Além disso, grande número de trabalhadores imigrantes traziam consigo conhecimento de métodos construtivos europeus, que foram sendo incorporados às práticas construtivas locais. Construções em estilo Eclético eram símbolo de status social.
| “ | Exemplar de uma das tipologias de edificação escolar implantadas durante a Primeira República pelo Governo do Estado de São Paulo, como parte da política pública de amplos investimentos feitos para promover a educação básica da população, ministrada fundamentalmente nos Grupos Escolares, e a formação adequada de professores, nas Escolas Normais. As construções resultaram de projetos e obras realizadas pelo Departamento de Obras Públicas (DOP), estrutura ligada à Secretaria da Agricultura responsável por criar e manter a infra-estrutura paulista. Fonte: Silvia Wolff. | ” |

Em conjunto com a Câmara Municipal de São Carlos e o Museu da Ciência Professor Mario Tolentino, compõe o conjunto edificado da Praça Coronel Salles.

## Patrimônio Cultural
Entre 2002 e 2003, a Fundação Pró-Memória de São Carlos (FPMSC), órgão da prefeitura, fez um primeiro levantamento (não-publicado) dos "imóveis de interesse histórico" (IDIH) da cidade de São Carlos, abrangendo cerca de 160 quarteirões, tendo sido analisados mais de 3 mil imóveis. Destes, 1.410 possuíam arquitetura original do final do século XIX. Entre estes, 150 conservavam suas características originais, 479 tinham alterações significativas, e 817 estavam bastante descaracterizados. O nome das categorias das edificações constantes na lista alterou-se ao longo dos anos.

A edificação de que trata este verbete consta como "Edifício tombado" (categoria 1) no inventário de bens patrimoniais do município de São Carlos, publicado em 2021 pela Fundação Pró-Memória de São Carlos (FPMSC), órgão público municipal responsável por "preservar e difundir o patrimônio histórico e cultural do Município de São Carlos". A referida designação de patrimônio foi publicada no Diário Oficial do Município de São Carlos nº 1722, de 09 de março de 2021, nas páginas 10 e 11. De modo que consta da poligonal histórica delimitada pela referida Fundação, que "compreende a malha urbana de São Carlos da década de 40". A poligonal é apresentada em mapa publicado em seu site, onde há a indicação de bens em processo de tombamento ou já tombados pelo Condephaat (órgão estadual), bens tombados na esfera municipal e imóveis protegidos pela municipalidade (FPMSC).
| “ | Categoria 1: são edificações tombadas em quaisquer níveis (municipal, estadual ou federal) e inscritas no Inventário de Bens Patrimoniais do Município, sendo proibida a demolição e permitidas ou não reformas, desde que seguidas as orientações específicas do processo de tombamento e da aprovação do projeto pela Prefeitura Municipal, pela entidade e conselho municipal de defesa do patrimônio, e demais órgãos competentes, federais, estaduais e/ou municipais. | ” |
|   | |   |

Sua importância histórica lhe rendeu tombamento estadual pelo CONDEPHAAT junto com outras escolas fundadas na mesma época:
| “ | É uma das integrantes de conjunto de 126 escolas públicas construídas pelo Governo do Estado de São Paulo entre 1890 e 1930 que compartilham significados cultural, histórico e arquitetônico. Essas edificações expressam o caráter inovador e modelar das políticas públicas educacionais que, durante a Primeira República, reconheceram como inerente ao papel do Estado a promoção do ensino básico, dito primário, e a formação de professores bem preparados para tal função. Quanto às políticas de construção de obras públicas, são representativas pela estruturação racional de se instalar edificações adequadas ao programa pedagógico por todo o interior e capital do Estado. | ” |

#### Tombado por:[22]
- CONDEPHAAT – Conselho de Defesa do Patrimônio Histórico, Arqueológico, Artístico e Turístico
  - Número do Processo: 24929/1986
  - Resolução de Tombamento: Resolução SC 60, de 21/07/2010
  - Publicação do Diário Oficial: Poder Executivo, 11/11/2010, p. 112 a 114
  - Livro do Tombo Histórico: Nº inscr. 377, p. 103 a 110, 05/09/2011
  - Código da Secretaria Estadual de Educação: 06.94.105
- FPMSC – Fundação Pró-Memória de São Carlos / CONDEPHAASC – Conselho Municipal de Defesa do Patrimônio Histórico, Artístico e Ambiental de São Carlos
  - Número do Processo: 116/2010
  - Tombamento Municipal ex-officio: Resolução n° 09, de 19 de setembro de 2012
  - Publicação do Diário Oficial: 21 de setembro de 2012